# طوشكا
الطوشكا أو التوشكا طبق تركي الأصل، شائع في سوريا ولبنان وعدَّة دول عربية. يؤكل عادةً مع المخلّلات أو الخضار، و بالأخص مع الطماطم .
يدخل ضمن مكونات الطبق : لحم البقر أو الغنم، الخبز العربي، الجبن المبشور، الكاري، دبس الفليفلة، الفلفل الأسود و الملح. وتحتوي كمية 280 غراما منها على المعلومات الغذائية التالية:
- السعرات الحرارية: 526
- الدهون: 37
- الدهون المشبعة: 21
- الكوليسترول: 160
- الكربوهيدرات: 2
- البروتينات: 44